# Hydrangea ga Saiteiru
Hydrangea ga Saiteiru (яп. ハイド.ランジアが咲いている, Хаідораджіа ґа саітеіру) (Гортензія квітне) — дебютний альбом окінавського гурту Stereopony, що вийшов 17 червня 2009 на лейблі gr8!. У альбом увійшов записаний гуртом ендінг до аніме Бліч («Hitohira no Hanabira»), опенінг до аніме Mobile Suit Gundam 00 («Namida no Muko»), записана спільно з Юі пісня «I do it» та інші пісні, разом у кількості 13. Обмежене видання містило бонусне DVD для другого регіону (Японія, Європа, Середній схід) з відео без субтитрів.

## Список композицій
1. Seishun ni, Sono Namida ga Hituyo da! (яп. 青春に、その涙が必要だ!, Сеішюн ні, Соно наміда ґа хітойо да!)
2. I do it
3. Komorebi no Journey (яп. 木漏れ日のジャーニー, Коморебі но Джя:ні:)
4. Namida no Muko (яп. 泪のムコウ, Наміда но Муко) (Аніме Mobile Suit Gundam 00)
5. Otome Gokoro Hey Hey Hey (яп. 乙女心 Hey Hey Hey, Отоме Ґокоро Гей Гей Гей)
6. Nakanaide (яп. 泣かないで, Наканаіде)
7. effective line
8. Sweet Blue (яп. スウィート・ブルー, Сўбі:то Бурі:)
9. Tokai no Mori (яп. 都会ノ森, Токаі но Морі)
10. Shiawase no Oka de Kurashitai (яп. 幸せの丘で暮らしたい, Шіавасе но ока де курашітаі)
11. My Mistake (яп. マイミステイク, Маі Місўтеіку)
12. Hitohira no Hanabira (яп. ヒトヒラのハナビラ, Хітохіра но ханабіра) (Аніме Бліч)
13. Aozora Very good days!! (яп. 青空 Very good days!!, Аодзора вері ґуд дейз!)

## DVD
1. Hitohira no Hanabira (яп. ヒトヒラのハナビラ, Хітохіра но ханабіра) (відео-кліп)
2. Namida no Muko (яп. 泪のムコウ, Наміда но Муко) (відео-кліп)
3. I do it (відео-кліп)
4. Seishun ni, Sono Namida ga Hituyo da! (яп. 青春に、その涙が必要だ!, Сеішюн ні, Соно наміда ґа хітойо да!) (відео-кліп)
5. DOCUMENT SXSW '09